# Llenguatge de descripció de pàgines
Un llenguatge de descripció de pàgina (PDL o Page Description Language en anglès) és un llenguatge que descriu l'aspecte d'una pàgina impresa, la col·locació del text i dels elements gràfics com mapes de bits o gràfics vectorials, per a obtenir una millor qualitat d'impressió. Encara que els llenguatges de descripció de pàgines són complets i podrien utilitzar-se per a crear programes, no s'usen amb aquest propòsit doncs són interpretats, i conseqüentment lents. Fan que l'ordinador enviï a la impressora un fitxer amb la descripció de les pàgines a ser impreses per un programa o plataforma independent. Algunes impressores poden interpretar directament aquest llenguatge. Finalment, la impressora rep el fitxer, ho processa i genera el mapa de bits que serà imprès
Els llenguatges de descripció de pàgina són fluxos de dades textuals o binàries. En principi, el mateix flux de dades es podria rendir diverses vegades per generar còpies múltiples de la mateixa imatge. Són distints de l'APIs gràfics com GDI i OpenGL que poden ser crides pel programari per generar sortida gràfica.

## Llista de PDLs
Els PDLs més coneguts potser siguin PCL de Hewlett-Packard i PostScript d'Adobe. Aquests són veritables llenguatges de programació. No obstant això, molts PDLs no són suficientment complets per a ser considerats com tals.
- AFP: Advanced Function Presentation (Presentació de funció avançada)
- CPCL: Printer Control Language Comtec (Zebra, Comtec; llenguatge de control d'impressora)
- Diablo
- DPL: Datamax Printer Language (Llenguatge d'impressora Datamax)
- DTPL: Datamax Ticket Printer Language (Llenguatge d'impressora de tiquet Datamax)
- DVI: Device Independent (Dispositiu independent)
- EPL: Eltron Programming Language (Llenguatge de programació Eltron)
- ESC/P: Epson Standard Code per a impressores, llenguatge simple utilitzat principalment en impressores matricials
- ESC/P2: una versió expandida d'ESC/P
- HP-GL i HP-GL/2: llenguatge geomètric introduït per Hewlett-Packard per a traçadors de plomes, encara en ús avui per a dibuixos tècnics
- InterPress
- IPDS: Intelligent Printer Data Stream o flux de dades d'impressora intel·ligent (per IBM)
- KPDL: Kyocera Page Description Language (Llenguatge de descripció de pàgina Kyocera)
- MODCA
- PPDS: Personal Printer Data Stream o flux de dades d'impressora personal (per IBM)
- LCDS/Metacode: un format de flux de dades de Xerox utilitzat a les seves impressores d'alta velocitat més antigues
- PDF: Portable Document Format per Adobe
- PostScript
- PCL: Printer Command Language (Llenguatge d'instruccions d'impressora, per Hewlett-Packard)
- SPL: Samsung Printer Language[2]
- SVG: un llenguatge de descripció de gràfics basat en XML, desenvolupat principalment per al web
- XPS: XML Paper Specification, introduïda al Windows Vista
- ZJS: Zenographics ZjStream Page Description Language (Llenguatge de descripció de pàgina de ZjStream Zenographics)
- ZPL: Zebra Programming Language (Llenguatge de programació Zebra)

Alguns d'aquests llenguatges són o s'han fet estàndards oberts. Hi ha també altres llenguatges patentats, els detalls dels quals no es revelen públicament.